# Enrico Cannio
Enrico Cannio (Napoli, 10 gennaio 1874 – Napoli, 30 gennaio 1949) è stato un musicista italiano.

## Biografia artistica
Il Maestro Cannio si diplomò in pianoforte per poi divenire direttore d'orchestra. Visse sempre a Napoli tra scuole di canto e le orchestre dei principali teatri della città: Eden, Umberto e Trianon.
Scrisse per le maggiori case editrici partenopee: Bideri, La Canzonetta, La Poliphon, Gennarelli di cui fu anche dirigente, Santa Lucia. Collaborò con artisti quali Libero Bovio, Ernesto Murolo, Aniello Califano.
Musicò il testo di Aniello Califano di 'O surdato 'nnammurato pubblicata nel 1915 da Edizioni Musicali Emilio Gennarelli, Napoli.
Musicò anche alcuni testi di Libero Bovio, tra questi i più noti sono A serenata 'e Pulecenella, Tarantella luciana e Carufanella.
L'11 ottobre 2008 a riconoscimento del suo grande contributo alla canzone e alla musica napoletana, gli viene conferito l'attestato alla memoria dall'ufficio stampa del Comitato del Premio "Tutore del Patrimonio e delle Tradizioni Napoletane" dell'A.I.R.H. Associazione Internazionale Regina Elena, ritirato dal figlio Federico.

## Vita privata
Sua figlia Anna diventerà un'attrice teatrale arrivando a lavorare nella compagnia di Eduardo De Filippo.

## Canzoni famose
- Oj ma', dammillo (1901)
- Carmela mia! (1903)
- 'E difiette d'e ffemmene (1907)
- A fussetella (1908)
- 'O scialacquone (1908)
- A luntananza d'o suldato (1909)
- Tarantella luciana (1913)
- Carufanella (1914)
- Vola e va... (1914)
- 'O surdato nnammurato (1915)
- Povere figliole (1915)
- A serenata 'e Pulecenella (1916)
- Canta, Mara (1916), Surdato italiano (1916)
- Margaretè (1917)
- 'O surdato 'e malavita (1917)
- Zetella (1917)
- Cara sposina (1918)
- Passa appriesso (1918)
- 'O portavoce (1921)
- L'appuntamento (1923)
- Maistà (1925)
- 'O squilibrato (1931)
- Rusella 'e maggio (1939)